# Campeonato Sul-Americano de Voleibol Masculino de 2001
O 24º Campeonato Sul-americano de Voleibol Masculino foi realizado no ano de 2001 em Cali, Colômbia.

## Tabela Final
| Posição | Equipe    |
| ------- | --------- |
|         | Brasil    |
|         | Argentina |
|         | Venezuela |
| 4       | Colômbia  |